# شهرستان یول‌اوتن
شهرستان یول‌اوتن (به ترکمنی: Ýolöten etraby، یوْل‌اؤتن اطرابیٛ) یک شهرستان در ترکمنستان است که در استان مرو واقع شده‌است.

## تقسیمات اداری
شهرستان یول‌اوتن شامل یک شهر، و هفده شورای روستایی می‌باشد.
- شهرها (şäherler / شأهرلر)
  - یول‌اوتن (Ýolöten / یوْل‌اؤتن)

- شوراهای روستایی (oba geňeşlikleri / اوْبا گنگشلیکلری)
  - آخوندبابا (Ahunbaba / آخوُن‌بابا)
    - بختیارلیق (Bagtyýarlyk / باغتیٛیارلیٛق)
    - تغای‌چی (Tokaýçy / توْقایچی)
    - زندگانی (Zindigani / زیندیگانی)
    - عالم‌تپه (Alamdepe / عالام‌دپه)

  - آرقه‌داغ (Arkadag / آرقاداغ)
    - آزادلیق (Azatlyk / آزاتلیٛق)

  - آغزی‌بیرلیک (Agzybirlik / آغزیٛ‌بیرلیک)
    - آغزی‌بیرلیک (Agzybirlik / آغزیٛ‌بیرلیک)

  - امام‌بابا (Ymambaba  / ایٛمام‌بابا)
    - امام‌بابا (Ymambaba  / ایٛمام‌بابا)
    - صفرمراد نیازوف (S.Nyýazow adyndaky / صاپارمیٛرات نیٛیازوف آدیٛنداقیٛ)
    - تازه‌یاپ (Täzeýap / تأزه‌یاپ)
    - سویون‌علی‌بدنگ (Söýünalybedeň / سؤیوٚن‌علی‌بدنگ)

  - آق‌گذر (Akgüzer / آق‌گوٚذر)
    - آق‌گذر (Akgüzer / آق‌گوٚذر)
    - بزیاتان (Bozýatan / بوْزیاتان)
    - لاله‌زار (Lälezar / لأله‌زار)

  - بایراچ (Baýraç / بایراچ)
    - جانی‌بیک (Janybek / جانیٛ‌بک)
    - قالقینیش (Galkynyş /‌ قالقیٛنیٛش)
    - یرکی (Ýerki / یرکی)

  - حقیقت (Hakykat / حاقیٛقات)
    - حقیقت (Hakykat / حاقیٛقات)

  - دولت‌لی (Döwletli / دؤولت‌لی)
    - دولت‌لی (Döwletli / دؤولت‌لی)

  - راحت (Rahat / راحات)
    - آلنیش (Alnyş / آلنیٛش)
    - ‌آوچی (Awçy / آوچیٛ)
    - راحت‌یاپ (Rahatýap / راحات‌یاپ)
    - قولان‌لی (Gulanly / قوُلان‌لیٛ)

  - سلطان‌بند (Soltanbent / سوْلطان‌بنت)
    - تازه‌یر (Täzeýer / تأزه‌یر)
    - ‌ خواجه‌کوه (Hojaköw / حوْجاکؤو)
    - دهقان‌بند (Daýhanbent / دایحان‌بنت)
    - دوستلوق (Dostluk / دوْستلوُق)
    - سلطان‌بند (Soltanbent / سوْلطان‌بنت)
    - شرق (Şark / شارق)

  - ‌ سوختی علیا (Ýokary Suhty / یوْقاریٛ سوُحتی)
    - ‌ آتچاپار (Atçapar / آتچاپار)
    - ‌ آلتین‌توپراغ (Altyn toprak / آلتیٛن توْپراق)
    - تنگری‌قزان (Taňrygazan / تانگریٛ‌قازان)
    - ‌ سوختی علیا (Ýokary Suhty / یوْقاریٛ سوُحتی)
    - قوجالی (Gojaly / قوْجالیٛ)

  - شهرت (Şöhrat / شهرات)
    - شهرت (Şöhrat / شهرات)

  - قره‌کول (Garaköl / قاراکؤل)
    - قازیقلی‌بند (Gazyklybent / قازیٛقلیٛ‌بنت)
    - قره‌کول (Garaköl / قاراکؤل)

  - قنبربابا (Gammarbaba / قامماربابا)
    - قنبربابا (Gammarbaba / قامماربابا)
    - قنبریاپ (Gammarýap / قامماریاپ)
    - ینگیش (Ýeňiş / ینگیش)

  - قیونجی (Goýunjy / قوْیوُنجیٛ)
    - قادر (Gadyr / قادیٛر)
    - قیونجی (Goýunjy / قوْیوُنجیٛ)

  - هجوم (Hüjüm / هوٚجوٚم)
    - برکت (Bereket / برکت)
    - هجوم (Hüjüm / هوٚجوٚم)